# South Hooksett
South Hooksett ist ein Census-designated place (CDP) in der Town of Hooksett im Merrimack County im US-Bundesstaat New Hampshire. Die Volkszählung von 2020 erfasste 5.888 Einwohner. Der CDP wurde im Jahr 2002 erstmals vom Census definiert.

## Lage
Der Ort liegt bei den Koordinaten 43° 1' 59.28" Nord und 71° 25' 31.30" West auf einer Höhe von 163 Metern über dem Meeresspiegel nordöstlich von Manchester am linken Ufer des Merrimack Rivers. Die 17,47 km² große Fläche des Gebietes setzt sich zusammen aus 17,45 km² Land- und 0,02 km² Wasserfläche. Durch das Gebiet des CDP verlaufen die Interstate 93, die US-3 sowie die New Hampshire Routes NH-28A und NH-28B.